# Performance (album)
Performance – jedenasty album studyjny niemieckiej grupy rockowej Eloy, wydany w 1983 roku nakładem Harvest Records.

## Lista utworów
Opracowano na podstawie materiału źródłowego.
Wydanie LP:
Strona A
| Nr | Tytuł utworu       | Muzyka | Długość |
| -- | ------------------ | ------ | ------- |
| 1. | „In Disguise”      | Eloy   | 4:29    |
| 2. | „Shadow and Light” | Eloy   | 5:17    |
| 3. | „Mirador”          | Eloy   | 3:44    |
| 4. | „Surrender”        | Eloy   | 5:38    |
|    |                    |        | 19:08   |

Strona B
| Nr | Tytuł utworu     | Muzyka | Długość |
| -- | ---------------- | ------ | ------- |
| 1. | „Heartbeat”      | Eloy   | 6:26    |
| 2. | „Fools”          | Eloy   | 5:10    |
| 3. | „A Broken Frame” | Eloy   | 8:10    |
|    |                  |        | 19:46   |

- słowa napisała Sigi Hausen

## Twórcy
Opracowano na podstawie materiału źródłowego.
Muzycy:
- Hannes Arkona – gitara, keyboardy
- Frank Bornemann – gitara, śpiew
- Hannes Folberth – keyboardy
- Klaus-Peter Matziol – gitara basowa
- Fritz Randow – perkusja, instrumenty perkusyjne

Produkcja:
- Frank Bornemann, Eloy – produkcja muzyczna
- Jan Nemec, Harald Lepschies, Achim Schulze - inżynieria dźwięku